# 岡山赤十字病院
岡山赤十字病院（おかやませきじゅうじびょういん）は、岡山県岡山市北区にある医療機関である。また分院として、岡山県玉野市に岡山赤十字玉野病院（おかやませきじゅうじたまのびょういん）がある。本項目では、玉野病院についても述べる。

## 概要
日本赤十字社岡山県支部が運営する病院で、正式名称は岡山赤十字病院（おかやませきじゅうじびょういん）である。
玉野病院の旧名称が玉野分院であったことから（令和5年に改称）、岡山市の岡山赤十字病院を本院、玉野市の病院を分院と呼称してきた。

## 沿革
本院は1927年（昭和2年）に開院、玉野分院（現岡山赤十字玉野病院）は1947年（昭和22年）に開院。

### 年表
- 1927年（昭和2年） : 5月28日 - 日本赤十字社岡山支部療院として開院。
- 1943年（昭和18年） : 1月1日 - 日本赤十字社岡山支部療院を岡山赤十字病院へ改称。
- 1947年（昭和22年） : 3月 - 日本赤十字社岡山支部玉野診療所として開院。
- 1949年（昭和24年） : 4月 - 日本赤十字社岡山支部玉野診療所を玉野赤十字病院へ改称。
- 1957年（昭和32年） : 12月 - 岡山赤十字病院を総合病院岡山赤十字病院へ改称。
- 1969年（昭和44年） : 8月15日 - 玉野赤十字病院を岡山赤十字病院玉野分院へ改称。
- 1985年（昭和60年） : 5月1日 - 現在地に移転新築。
- 1997年（平成9年） : 1月14日 - 岡山県基幹災害医療センターに指定。
- 2015年（平成27年） : 4月12日 - 本院新館が完成、記念式典[1]。
- 2015年（平成27年） : 5月1日 - 新館（南館）開院。
- 2017年（平成29年） : 4月 - 総合病院岡山赤十字病院を岡山赤十字病院へ改称。
- 2023年（令和5年） : 4月 - 岡山赤十字病院玉野分院を岡山赤十字玉野病院へ改称。

## 診療科

### 岡山赤十字病院
- 内科（総合内科/血液内科/糖尿病・内分泌内科/膠原病・リウマチ内科/腎臓内科/消化器内科/肝臓内科/呼吸器内科/循環器内科/脳神経内科）
- 精神科
- 小児科
- 外科（消化器外科/呼吸器外科/乳腺・内分泌外科/心臓血管外科）
- 整形外科・リウマチ科
- 脳神経外科
- 脳血管内治療外科
- 皮膚科
- 泌尿器科
- 産婦人科
- 眼科
- 耳鼻咽喉科
- 放射線科
- リハビリテーション科
- 麻酔科（ペインクリニック科）
- 歯科
- 形成外科
- 緩和ケア科
- 脳卒中科
- 病理診断科

### 玉野病院
- 内科
- 整形外科
- リハビリテーション科

## 附属施設
- 岡山赤十字病院
  - 岡山赤十字看護専門学校
  - 岡山赤十字病院院内保育園
- 玉野病院
  - 岡山赤十字老人保健施設玉野マリンホーム

## 医療機関の指定等
- 岡山赤十字病院
  - へき地医療拠点病院
  - 救命救急センター
  - 開放型病院
  - 岡山市認知症疾患医療センター
  - エイズ治療拠点病院
  - 災害拠点病院（基幹災害医療センター）
  - 地域周産期母子医療センター
  - 病院機能評価認定
  - 管理型臨床研修病院
  - 地域がん診療連携拠点病院
  - 岡山県DMAT指定医療機関

## 周辺
| - 岡山赤十字病院 - 中国電力岡山営業所 - イオンスタイル岡山青江店 - ハローズ十日市店 - 中国銀行岡山南支店 - おかやま信用金庫青江支店 | - 玉野病院 - JR宇野駅 - 宇野港 - 玉野競輪場 |

## 交通アクセス
- 岡山赤十字病院
  - 岡山駅・天満屋バスステーションより両備バス（国道30号経由・玉野方面行き）・岡電バス（当新田・大東行き）に乗車して「日赤病院入口」日赤病院（構内）行きに乗車して終点下車。(構内行きは平日のみの運行)
- 玉野病院
  - 宇野駅より両備バス・シーバスに乗車して「日赤玉野病院」下車。
  - 宇野駅より両備バスに乗車して「両備バス玉野営業所前」下車。東へ徒歩5分。